# Hauptpost (Bytom)

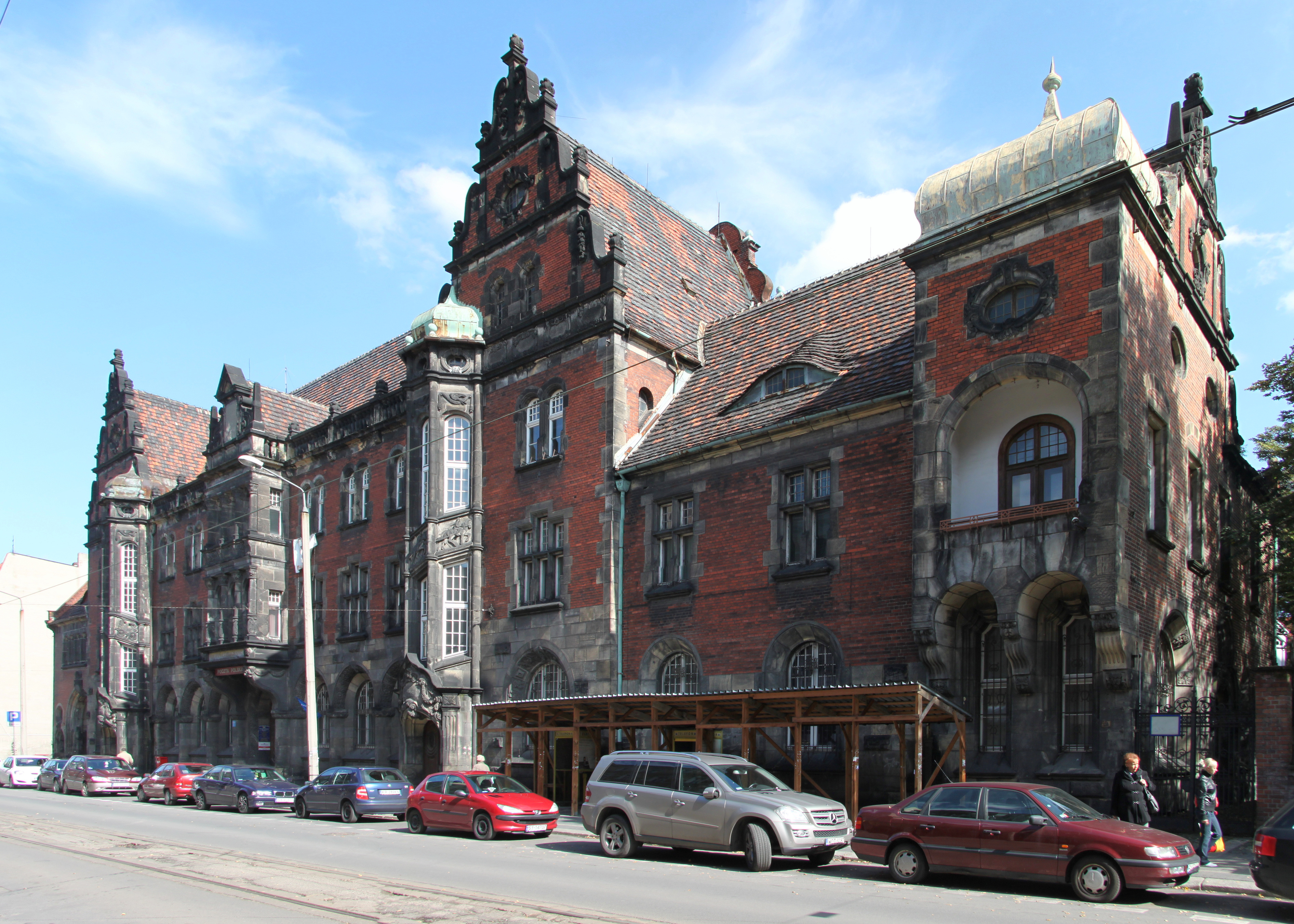
Hauptpost in Bytom

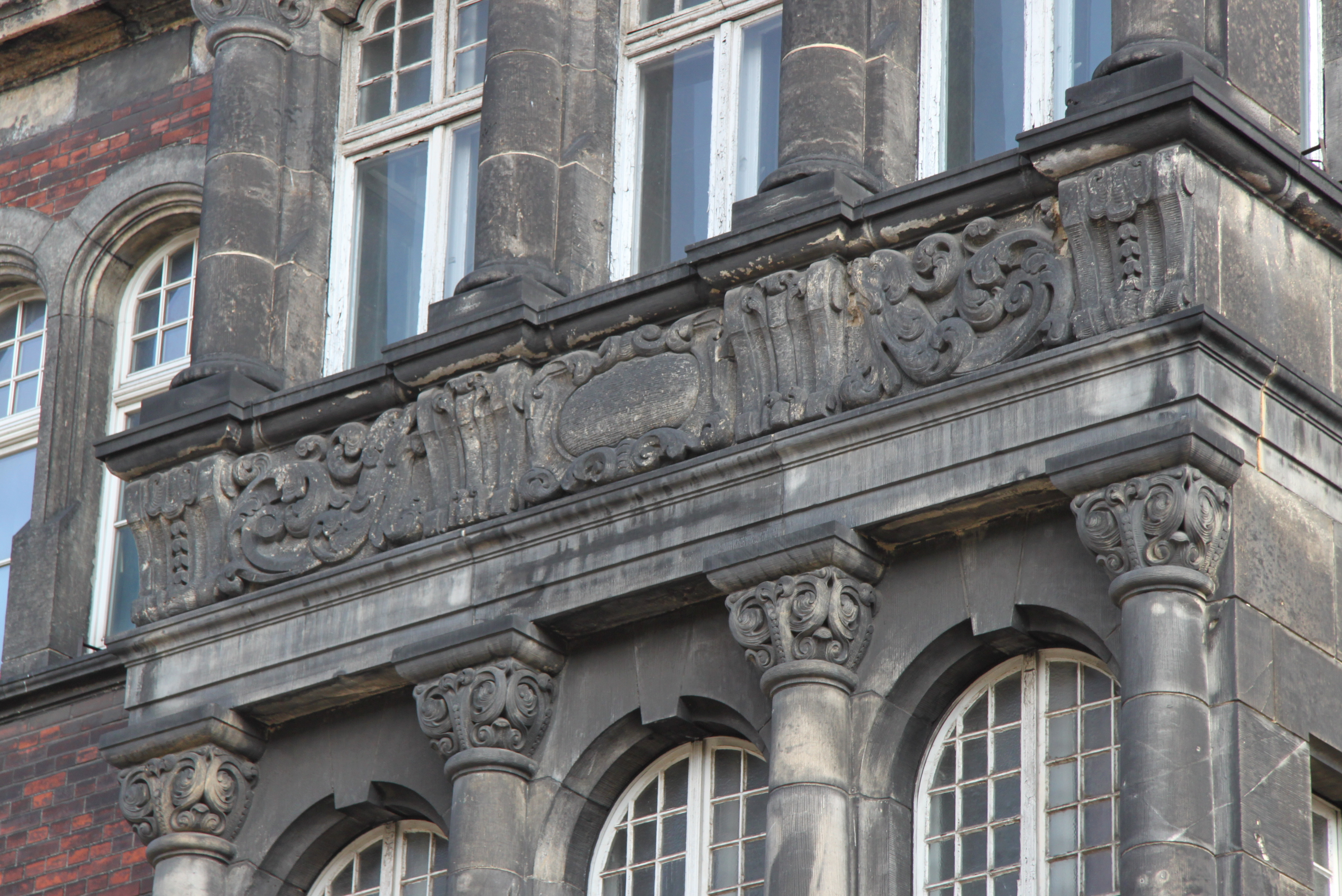
Detail

Die Hauptpost in Bytom (ehemals Beuthen Oberschlesien) ist ein historistisches Gebäude in der Innenstadt. Sie befindet sich an der Ostseite der ul. Piekarska 6–12 in der Nähe der Altstadt. Das Bauwerk ist seit dem 18. September 1992 denkmalgeschützt.

## Geschichte
Das Hauptpostgebäude wurde 1908 nach den Plänen des Architekten Otto Pein im Stil der Neorenaissance errichtet. Das neue Postgebäude ersetzte das alte und mittlerweile abgerissene Postamt an der Ecke der heutigen ulica Dworcowa und Bulwar. Die Fassade besteht zu Teilen aus einer roten Ziegelsteinfassade und hat mehrere Giebel. Die Fassade ist geschmückt mit zahlreichen Motiven wie menschlichen Köpfen, Tieren, Pflanzen und Kartuschen, an den Treppenhäusern befinden sich Bilder von historischen Postkutschen mit Pferden. Über dem Eingang befand sich eine deutsche Inschrift, die ausgeschlagen wurde. Im Inneren haben sie Teile der originalen Wandverkleidung erhalten.
Das Hauptpostgebäude wurde in das Denkmalregister der Woiwodschaft Schlesien aufgenommen.